# フレデリック・メンディ (1973年生のサッカー選手)
フレデリック・メンディ（フランス語: Frédéric Mendy、1973年11月29日 - ）は、セネガルとフランスの元サッカー選手、元ビーチサッカー選手。元ビーチサッカーフランス代表。サッカー選手としてのポジションはDF。

## クラブ歴
1993年にFCマルティーグで選手となった。その後、1997年にSCバスティアに移籍し、UEFAインタートトカップ 1997では優勝チームの1つとなった。2004年にモンペリエHSCに移籍し、2006年にサッカー選手を引退した。
合計でリーグ・アンでは合計218試合、リーグ・ドゥでは120試合の出場となった。
その後、モンペリエHSCのビーチサッカー部門であるモンペリエHBSに在籍した。

## タイトル
バスティア
- UEFAインタートトカップ: 1997